# Chiaia (stacja metra)
Chiaia – stacja metra w Neapolu, na Linii 6 (niebieskiej). Została wpisana na listę kandydatów do nagrody Prix Versailles 2024 w kategorii najpiękniejszych stacji na świecie otwartych w ciągu roku.
Stacja została otwarta 17 lipca 2024.

## Historia
Stacja została przewidziana w wariancie projektu linii 6 z 2004 roku, zastępując stację na Piazza dei Martiri Prace budowlane rozpoczęły się w 2008 roku i zakończyły w 2024 roku.
Została oddana do użytku 17 lipca 2024 roku, równocześnie z ponownym otwarciem linii.

## Struktura
Stacja, zaprojektowana przez Uberto Siolę, jest częścią szlaku stacji sztuki. Posiada dwa wejścia na różnych poziomach. Górne wejście znajduje się w centrum Piazza Santa Maria degli Angeli, na obszarze Monte di Dio. Dolne wejście mieści się przy Via Chiaia, w pobliżu mostu o tej samej nazwie.
Aranżacja artystyczna jest dziełem Petera Greenawaya, który na poziomie koncepcyjnym zaprojektował przestrzeń jako podróż przez mitologię greckich bóstw, zaczynając od górnego wejścia aż do poziomu peronów.
Górne wejście jest zwieńczone przeszkloną kopułą ze stali i szkła o obniżonym łuku, która wprowadza naturalne światło na długości około czterdziestu metrów, umożliwiając oświetlenie aż do torów.
Przy wejściu do stacji znajduje się posąg Jowisza z dwudziestoma czterema ramionami, przedstawionego jako opiekun podróżnych.
Dolna przestrzeń, charakteryzująca się białym i niebieskim kolorem, to studnia o średnicy dwunastu metrów, dedykowana Neptunowi. Studnia, która kieruje światło z kopuły, jest przecinana przez spiralne schody. Na jej balustradzie powtarza się wers Owidiusza: Est in aqua dulci non invidiosa voluptas.
Przy wejściu do tej przestrzeni znajdują się pozostałości starożytnego akweduktu Serino, który w czasach rzymskich przebiegał przez obszar zajmowany obecnie przez stację.
Niżej znajduje się poziom przylegający do wejścia przy Via Chiaia. Poświęcony Ceres i zdominowany przez kolor zielony, ma formę kwadratowej matrycy, w której komórkach znajduje się ekspozycja dużych reprodukcji posągów z kolekcji Farnese w Narodowym Muzeum Archeologicznym w Neapolu.
Dolne wejście jest połączone z poziomem peronów poprzez przestrzeń w kolorze ochry, poświęconą Prozerpinie, symbolizowaną przez sześć granatów.
Poziom torowy, w kolorze czerwonym i dedykowany Hadesowi, jest zdominowany przez stalową kopułę, wydrążoną w centrum, aby przepuszczać naturalne światło, i ozdobioną 320 pomarańczowymi oczami, symbolizującymi wzrok Króla Podziemi skierowany na podróżnych oczekujących na pociąg.
Stacja posiada dwa przelotowe tory w pojedynczym tunelu oraz dwie boczne platformy peronowe.

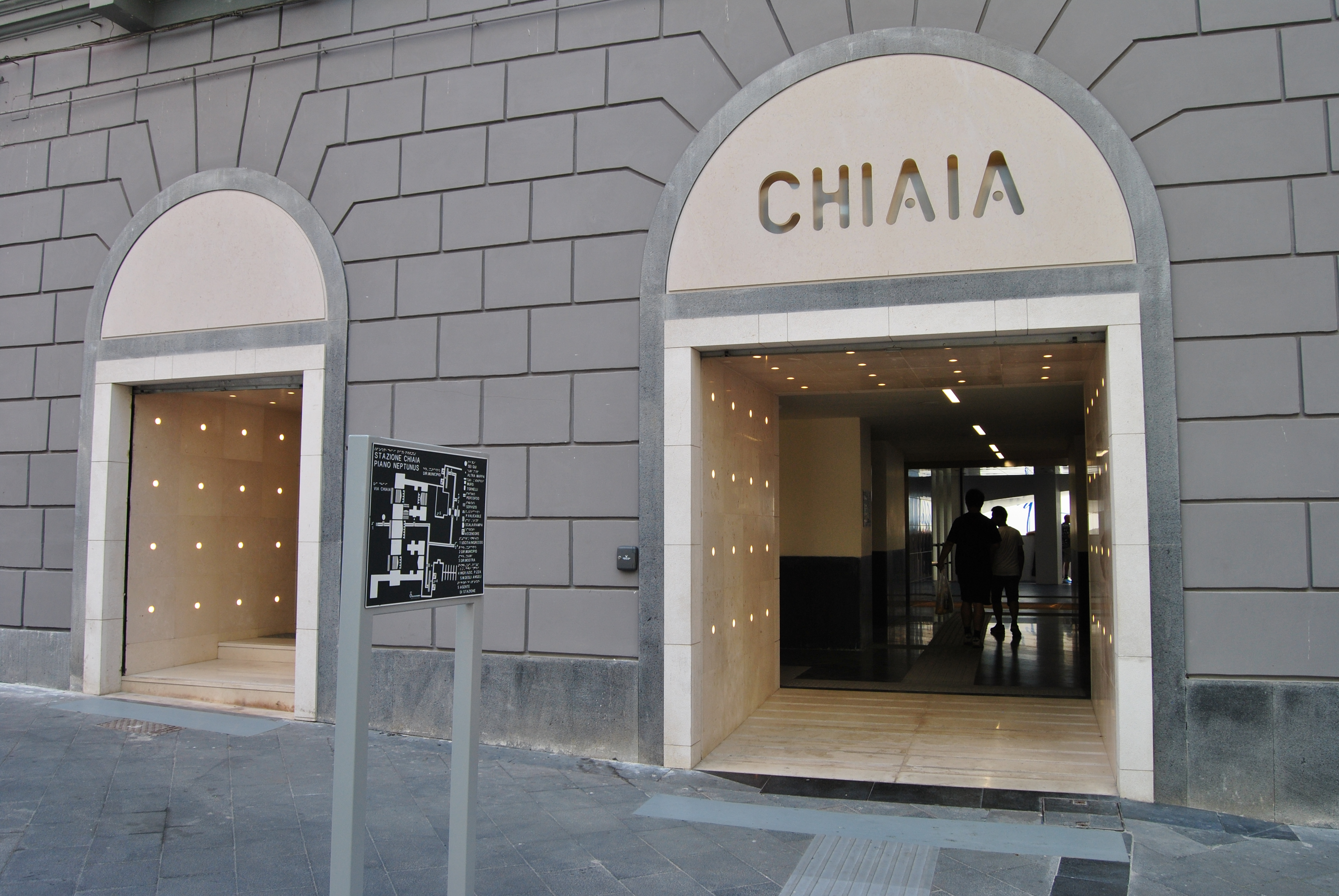
Dolne wejście przy Via Chiaia
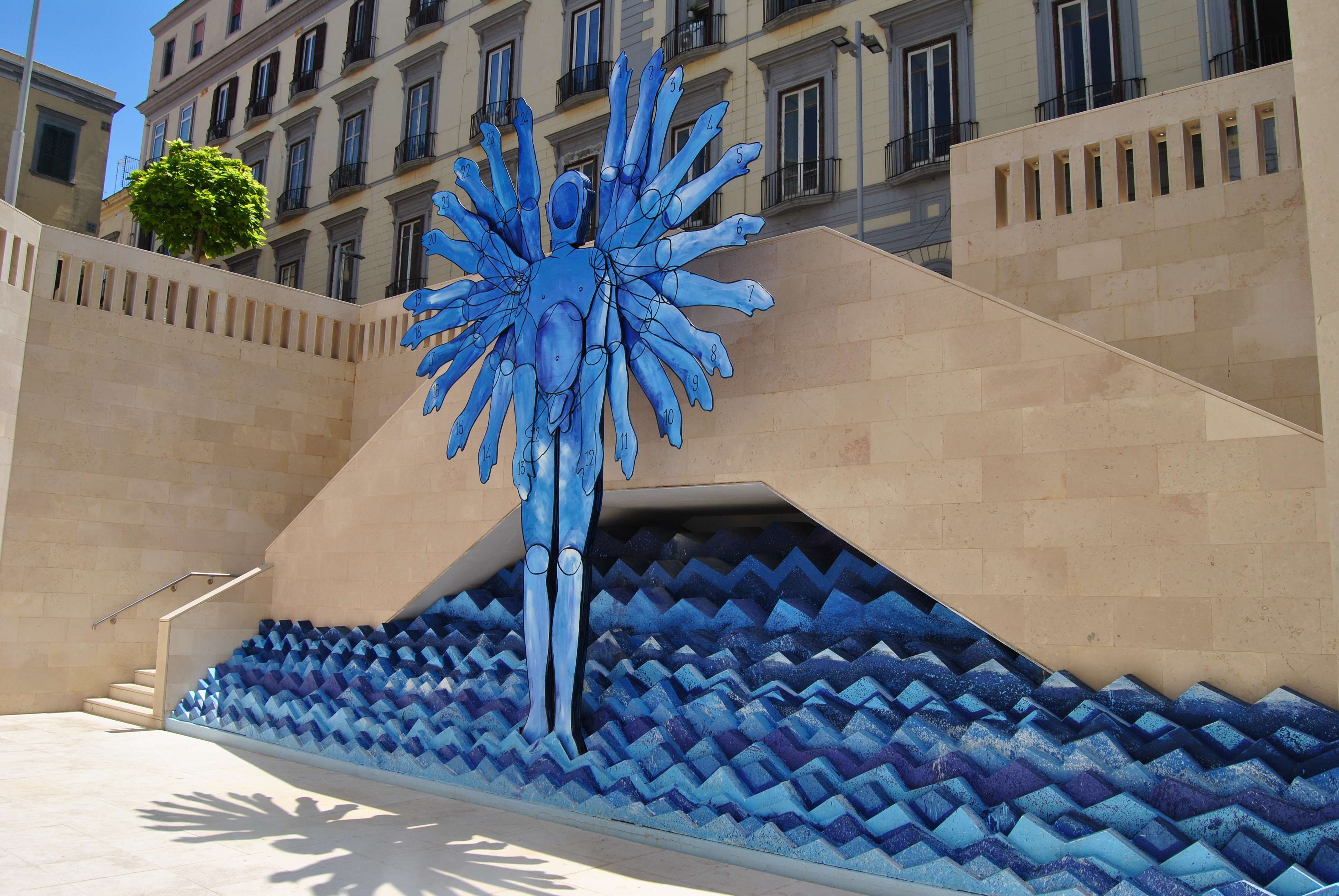
Górne wejście na Piazza Santa Maria degli Angeli z posągiem Jowisza
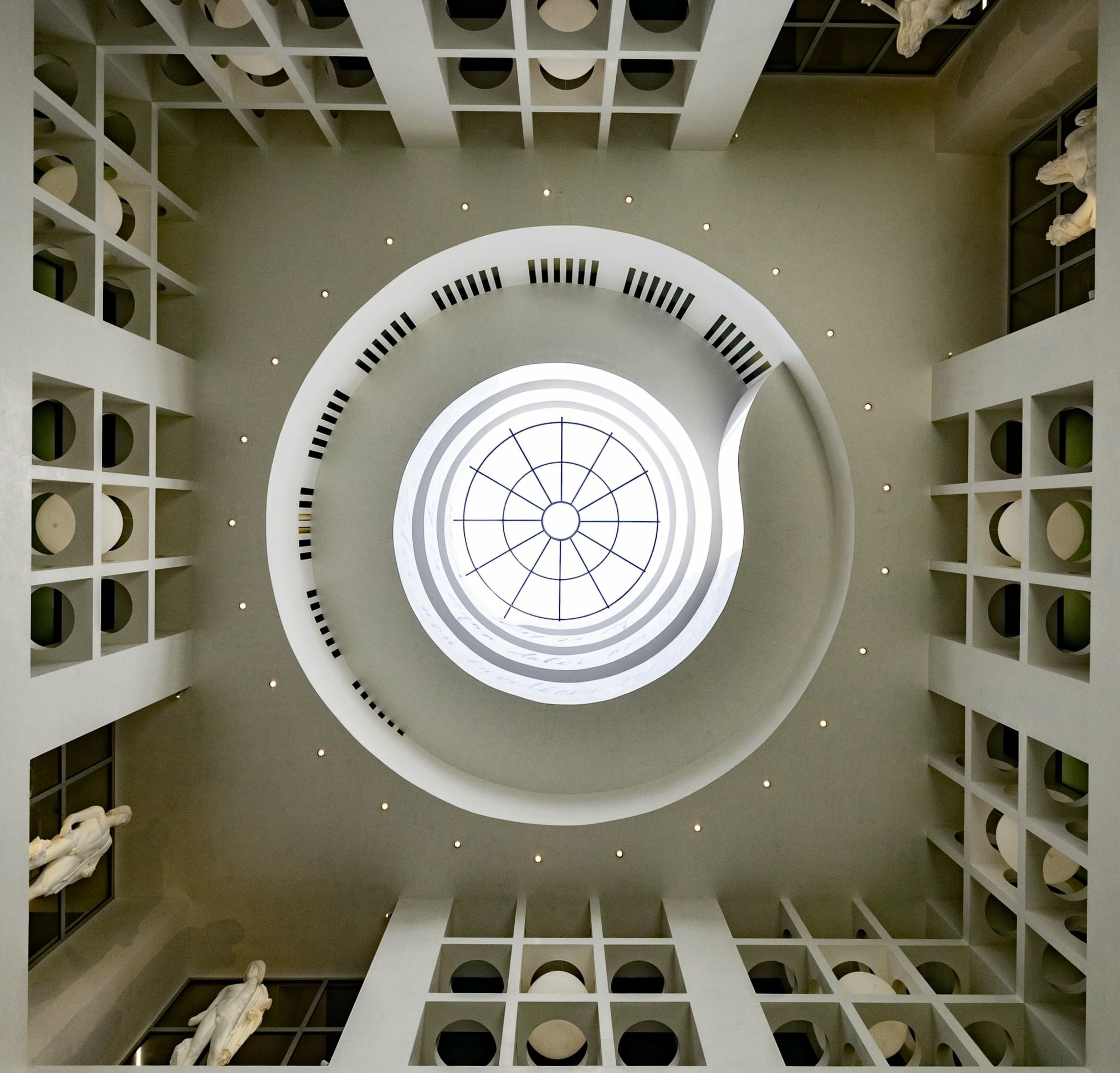
Przeszklona kopuła
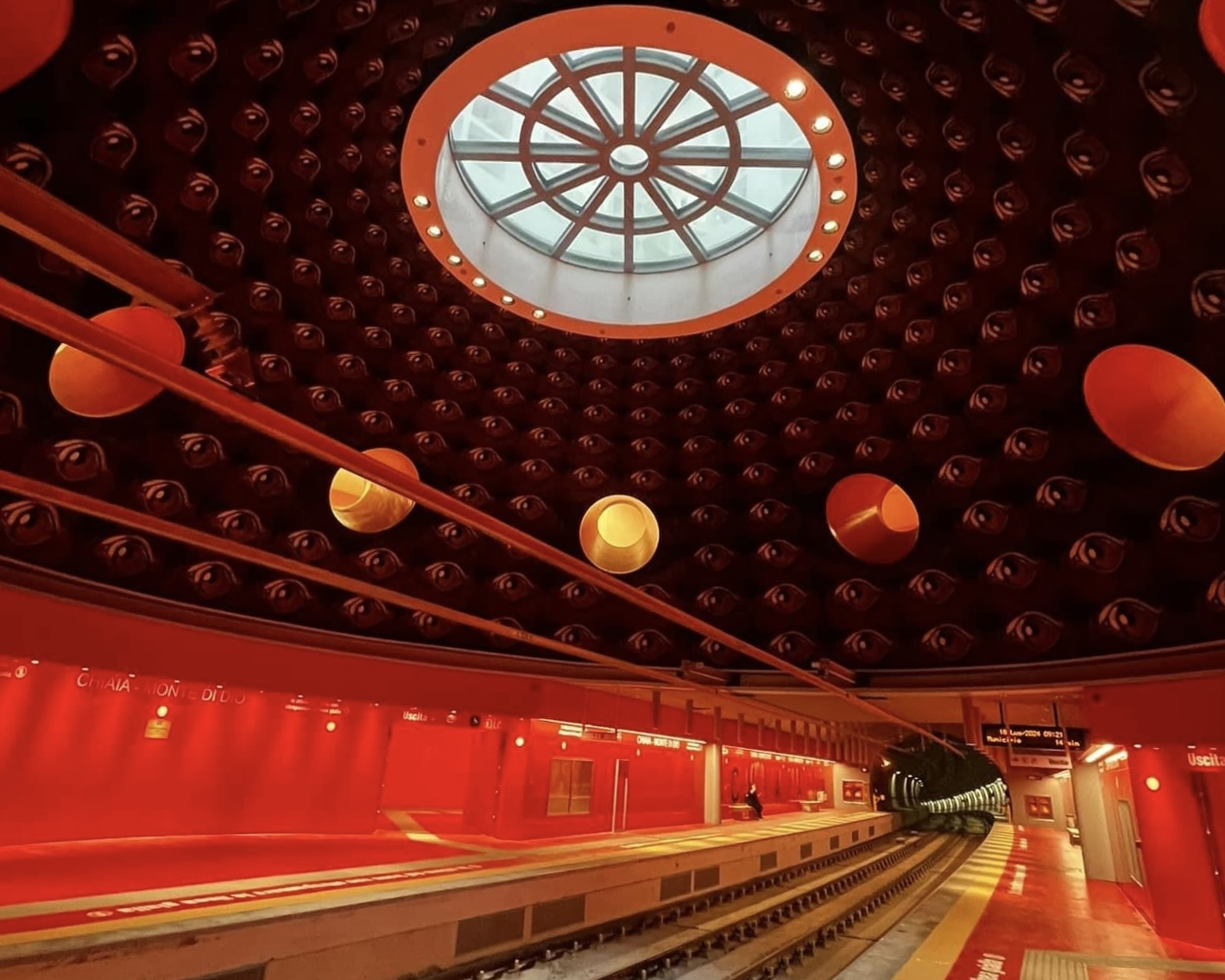
Poziom peronów